# Роберта Вільямс
Роберта Вільямс (англ. Roberta Williams; нар. 16 лютого 1953) — американська дизайнерка відеоігор, письменниця та підприємиця. Співзасновниця компанії Sierra On-Line (пізніше відома як Sierra Entertainment). Відома роботою в галузі графічних пригодницьких ігор. Зокрема, створила такі ігри, як Mystery House, серії ігор King's Quest і Phantasmagoria. Роберта Вільямс була однією із найвпливовіших дизайнерів комп'ютерних ігор 1980-х і 1990-х. Їй приписують створення жанру графічних пригод.

## Життєпис
Народилася 16 лютого 1953 року. Ще малою, будучи ще єдиною дитиною в сім'ї, Роберта мала бурхливу уяву. Вона вигадувала різні історії, які називала своїми «фільмами», і використовувала їх, щоб розважати сім'ю.
Пізніше, у середній школі, коли Роберті було 17 років, вона зустріла Кена Вільямса. Вони одружилися, коли Роберті було 19 років, 4-го листопада 1972 року. У шлюбі народила двох дітей: ДіДжей (1973 р.н.) і Кріс (1979 р.н.).
Попри те, що сім'я Вільямс має будинки в Сіетлі, Франції та Мексиці, більшу частину свого часу вони проводять, подорожуючи на власній сімейній яхті.

## Кар'єра

### Початок діяльності
У 1979 році Роберта Вільямс була домогосподаркою з двома дітьми і не мала досвіду у розробці чи особливого інтересу до світу комп'ютерів. Тим часом її чоловік працював у комп'ютерній компанії на величезних мейнфреймах IBM. Приблизно в той час комп'ютер Apple став популярним серед звичайних людей. Кен побачив потенційні можливості домашніх комп'ютерів у майбутньому і поширив свій ентузіазм удома. Це зацікавило Роберту домашніми комп'ютерами.
Вона почала грати у відеоігри, розпочавши з текстової пригодницької гри під назвою Colossal Cave. Незабаром Роберта Вільямс захопилася відеоіграми — особливо пригодницького жанру.

### Mystery House

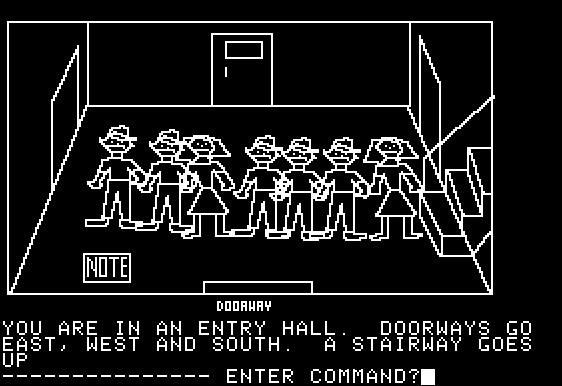
Процес гри у «Mystery House».

Наприкінці 1970-х, коли Вільямс почала розробляти свою першу гру, вона лише вміла читати та розповідати гарні історії. На відміну від свого чоловіка, вона спершу не вміла програмувати. Їхнім першим спільним творінням була Mystery House, пригодницька гра з чорно-білою графікою для комп'ютера Apple II, яка була першою комп'ютерною грою, котра взагалі включала графіку — попередні були лише текстовими. Для створення графіки Вільямс використовувала машину під назвою Versawriter, яка по суті була дошкою з товстого оргскла, що також мала обладнання, схоже на руку, з електронним датчиком на кінчику. На подив Вільямсів, гру зустріли із визнанням, і вони стали провідними фігурами в розробці графічних пригодницьких ігор у 1980-х і 1990-х.У грі все ще використовувалося текстове введення для управління персонажем, але додання графічної складової, що виглядала як білі статичні векторні малюнки на чорному тлі, зробило гру безперечним проривом в індустрії. Журнал GamePro поставив гру на 51 місце у списку найважливіших комп'ютерних ігор усіх часів. Гра вартістю 25 доларів розійшлася тиражем у 10 тисяч копій, проданих поштою. Якщо розглядати тираж спільно з усіма перевиданнями, було продано близько 80 тисяч екземплярів гри.

### Sierra On-Line

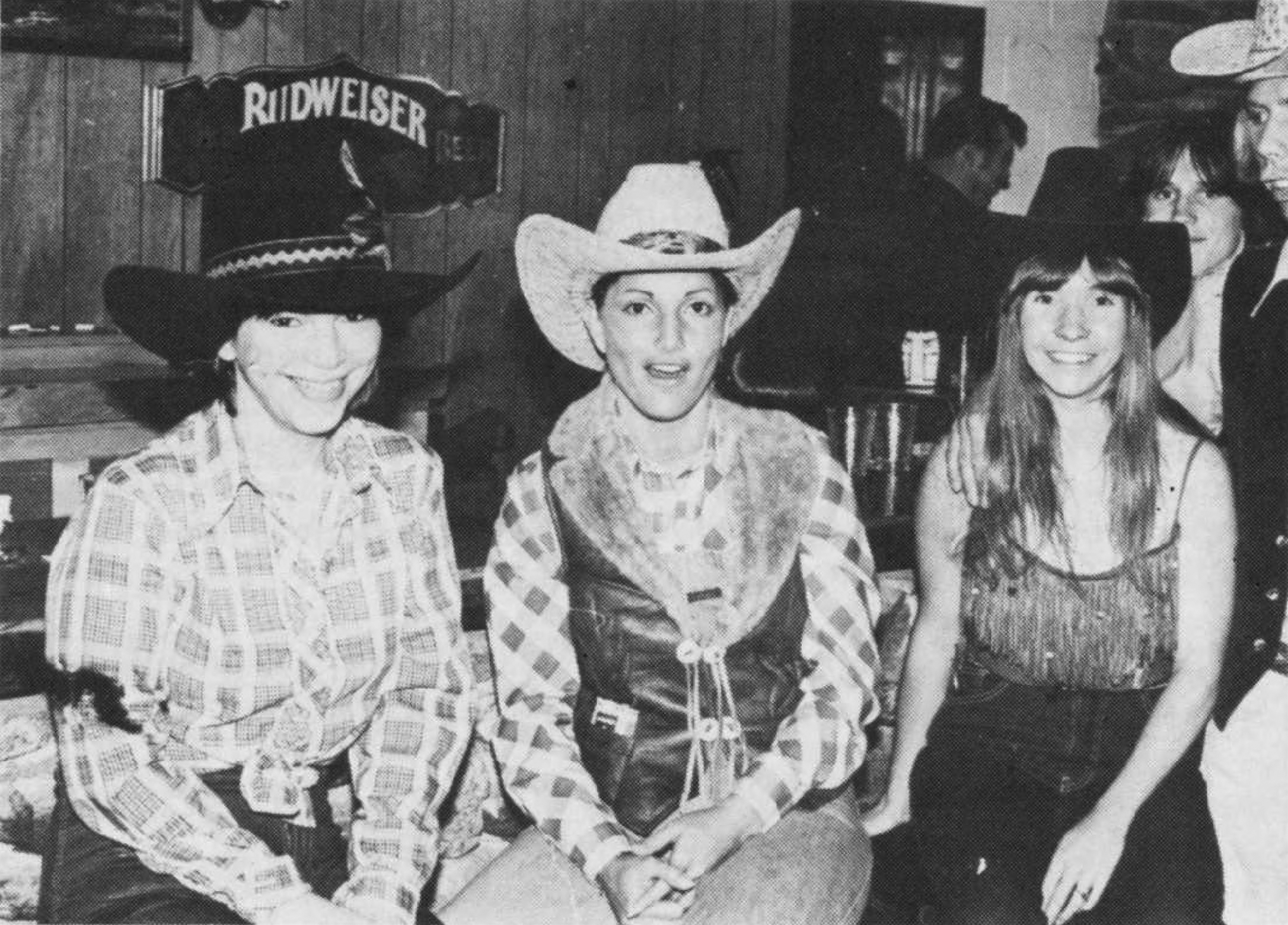
Роберта Вільямс (праворуч) з іншими співробітницяи On-Line Systems: Марією Шталь (ліворуч) і Даяною Сігал (посередині) на святкуванні першої річниці компанії в 1981 році

1980 року Вільямси заснували компанію On-Line Systems, яка згодом стала перейменованою у Sierra On-Line. У їхній другій грі «Чарівник і принцеса (Wizard and the Princess)» (1980) вже була додана кольорова графіка. Але їх найбільшим успіхом стала серія ігор King's Quest, яка становила величезний всесвіт, який гравці могли досліджувати. King's Quest I (1984) стала першою пригодницькою грою з анімацією, а King's Quest V (1990) була першою грою, що використовувала інтерфейс на основі іконок (значків).
Роберта Вільямс також розробила такі ігри, як Mixed-Up Mother Goose (1987), The Colonel's Bequest (1989) і Phantasmagoria (1995), що була першою в її кар'єрі грою, розробленою з технологією повнометражного відео. У «Фантасмагорії» були сцени екстремального насильства та зґвалтування. Тому гра отримала неоднозначні відгуки. Хоча Sierra була продана в 1996 році, роботи Роберти Вільямс датуються й 1999 роком, коли вона вже пішла з Sierra On-Line.

### Наш час
Після виходу на пенсію в 1999 році (на той час так званою «відпусткою») Роберта Вільямс трималася подалі від публіки і рідко давала інтерв'ю з розповідями про своє минуле у Sierra On-Line. Однак в інтерв'ю 2006 року вона розповіла, що її улюбленою грою, серед власних творінь, була Phantasmagoria, а не King's Quest :«Якби я мусила вибрати лише одну гру, я б вибрала Phantasmagoria, оскільки мені дуже подобалося працювати над нею, і, попри те, що це було дуже складно, я люблю, коли мені кидають виклик! Проте в душі я завжди буду любити серію King's Quest і, особливо, King's Quest I, оскільки саме ця гра дійсно „зробила“ Sierra On-Line». Також тоді Роберта Вільямс сказала, що розробка комп'ютерних ігор для неї тепер в минулому і, що вона збирається написати історичний роман.
2011 року вебсайт відеоігор Gamezebo повідомив, що Вільямс повернулася з відпустки в якості консультантки з дизайну в грі для соціальної мережі Odd Manor. Вільямс та її чоловік ведуть блог про свої навколосвітні круїзні подорожі на власному 68-футовому яхтовому траулері Nordhavn. У них також є вебсайт про час у Sierra для шанувальників та гравців.
2020 року Роберта Вільямс із чоловіком знялася у документальному мінісеріалі від Netflix — «Рекорд» (High Score) про історію класичних відеоігор.
2021 року Вільямс видала свій перший роман «Прощання з Тарою», події якого відбуваються в Ірландії у середині 1800-х під час Великого голоду. Вільямси оголосили, що планують повернутися до розробки ігор у червні 2021 року з грою The Secret у співпраці з художником Маркусом Максимусом Мерою.

## Спадщина
Ars Technica заявила, що Роберта Вільямс була «однією з найзнаковіших фігур у пригодницьких іграх». GameSpot в своєму списку поставив її на десяту позицію у списку «найвпливовіших людей у комп'ютерних іграх усіх часів» за «розвиток середовища графічних пригод» і «особливу активність у створенні ігор із жіночої точки зору та ігор, які з'являлися на основному ринку, весь час інтегруючи новітні технології в області графіки та звуку, де це можливо». У 1997-му році Computer Gaming World поставив її на 10-те місце в списку найвпливовіших людей усіх часів у комп'ютерних іграх за дизайн пригодницьких ігор. У 2009 році IGN розмістив Роберту Вільямс на 23-му місці в списку найкращих творців ігор усіх часів, висловивши надію, що «можливо, одного дня ми знову зможемо побачити творіння Вільямс».
Зараз Вільямс можна побачити як у самих іграх, так і на їхніх обкладинках. Вона позувала для обкладинки гри Softporn Adventure Чака Бентона, виданої On-Line Systems. Вона також позувала набагато пізніше зі своїми дітьми в образі «Матінки Гуски» (Mother Goose) для обкладинки Mixed-Up Mother Goose. Кінець серії ігор Leisure Suit Larry 3 показує її як персонажку в грі. Роберта Вільямс була джерелом натхнення для персонажа Кемерона Хоу у телевізійній драмі AMC «Зупинись і гори».
Роберта Вільямс отримала нагороду «Pioneer Award» на 20-й церемонії нагородження Game Developers Choice Awards у березні 2020 року за роботу у жанрі графічних пригодницьких ігор і за співзасновництво «Sierra On-line».

## Доробок

### Ігри
- Таємничий дім (1980)
- Чарівник і принцеса (1980)
- Місія Астероїд (1981)
- Часовий пояс (1982)
- Темний кристал (1983)
- King's Quest I: Quest for the Crown (1984)
- Космічна пригода Міккі (1984)
- King's Quest II: Romancing the Throne (1985)
- King's Quest III: Спадкоємець — людина (1986)
- King's Quest IV: Небезпеки Розелли (1988)
- Змішана мати-гуска (1987)
- Лора Боу: Заповідь полковника (1989)
- King's Quest V: Відсутність змушує серце йти туди! (1990)
- King's Quest 1: Quest for the Crown (Рімейк) (1990)
- Змішана Мультимедійна Мати Гуска (1990)
- Лора Боу на кадрі з фільму «Кинджал Амона Ра» (1992)
- King's Quest VI: Спадкоємець сьогодні, завтра зникнути (1992)
- King's Quest VII: Наречена без принца (1994)
- Mixed-Up Mother Goose Deluxe (1994)
- Фантасмагорія (1995)
- Тремтіння (1995)
- King's Quest: Mask of Eternity (1998)
- Od Manor (2014)[35]

### Романи
- Прощання з Тарою (2021)

## Нагороди
- Премія Industry Icon Award (2014)[36]
- Нагорода Pioneer — нагорода від Game Developers Choice Awards (2020)[37]